# Profesor Q.E.D. czyli quod erad demontrandum
Profesor Q.E.D. czyli quod erad demontrandum (ang. Q.E.D.) – amerykański serial z 1982 roku. Polska premiera odbyła się 4 września 1988 roku.

## Obsada
- Sam Waterston – Prof. Quentin E. Deverill
- George Innes – Phipps
- Charlie Andrews – A.C. Weary